# Ceaplîne
Ceaplîne (în ucraineană Чаплине) este o așezare de tip urban din raionul Vasîlkivka, regiunea Dnipropetrovsk, Ucraina. În afara localității principale, mai cuprinde și satele Juravlînka, Kasaieve, Petrîkove și Rivne.

## Demografie
Componența lingvistică a așezării de tip urban Ceaplîne
     Ucraineană (90,55%)
     Rusă (6,71%)
     Romani (1,58%)
     Alte limbi (0,17%)
Conform recensământului din 2001, majoritatea populației așezării de tip urban Ceaplîne era vorbitoare de ucraineană (90,55%), existând în minoritate și vorbitori de rusă (6,71%) și romani (1,58%).